# Vojtěch Konopa
Vojtěch Konopa (13. března 1947 Praha – 9. dubna 2022 Liberec) byl český vysokoškolský pedagog, od 1. února 2003 do 31. ledna 2010 rektor Technické univerzity v Liberci.

## Život
V roce 1971 absolvoval obor Technická kybernetika na Fakultě elektrotechnické ČVUT v Praze. V letech 1971–1972 pracoval jako technik leteckých přístrojů u Státní letecké inspekce Praha, v letech 1972–1980 byl aspirantem, vývojovým projektantem a vědeckým pracovníkem v oblasti elektrických pohonů a robotů ve Výzkumném ústavu silnoproudé elektrotechniky v Běchovicích. Distanční práci obhájil a titul CSc. v oboru Technická kybernetika získal na Fakultě elektrotechnické ČVUT v Praze v roce 1977.
V letech 1981–1989 byl vedoucím výpočetního střediska Výpočtové cenové laboratoře v Praze. Od roku 1982 působil jako externí vyučující na katedře řídicí techniky Fakulty elektrotechnické ČVUT v Praze.
Od roku 1989 pracoval na plný úvazek na tehdejší Vysoké škole studijní a textilní v Liberci, kde se v roce 1989 habilitoval docentem v oboru Technická kybernetika na Fakultě strojní. Zasadil se o vytvoření a garanci předmětů Projektování a provoz automatického řízení, Počítačové sítě, Úvod do inženýrství, Servomechanismy a Základy spojitého řízení. Dále se věnoval vedení diplomových prací, konzultacím, výuce a vedení studentů doktorandského studia. Působil také jako člen a předseda zkušebních komisí.
Od roku 1990 absolvoval krátkodobé stáže (1 až 4 týdny) na univerzitách a výzkumných pracovištích v USA (Weber State University, Ogden, Utah), Velké Británii (Bolton Institute of Higher Education), SRN, Rakousku, Rusku, Nizozemí (TU Delft), Polsku, Maďarsku, Bulharsku, Portugalsku (Minho University, Guimaraes), Francii, Dánsku (Aalborg University), Turecku, Indii a Vietnamu.
V roce 1995 se habilitoval v oboru Technická kybernetika na Fakultě elektrotechnické ČVUT v Praze. V roce 1997 byl jmenován profesorem v oboru Technická kybernetika na Fakultě mechatroniky a mezioborových inženýrských studií Technické univerzity v Liberci.
Vojtěch Konopa také od roku 1973 působil v České společnosti pro kybernetiku a informatiku, byl členem ve vědeckých radách Českého vysokého učení technického v Praze, Univerzity Pardubice, Fakulty managementu Vysoké školy ekonomické, Technické univerzity v Liberci a její Fakulty mechatroniky a mezioborových inženýrských studií.

## Přehled nejvýznamnějších tvůrčích a publikačních aktivit
- Konopa V., Tůma P.: Číslicové řízení střídavého výkonu. Automa č. 5–6, 1996, FCC Public Praha, s. 28–29.
- Konopa V.: Pronikání automatizace do řízení procesů. Profesorská přednáška, proslovená dne 16. 4. 1997 na zasedání vědecké rady Fakulty mechatroniky a mezioborových inženýrských studií.
- Spoluautor závěrečné zprávy a člen panelu „Informační společnost“ v rámci projektu NPOVaV (Návrh Národního programu orientovaného výzkumu a vývoje ČR a způsobů jeho realizace) , jenž pracoval v období duben – říjen 2001. Panel tvořilo 21 odborníků z vysokých škol a akademických pracovišť, ředitelé průmyslových podniků i představitelé malých a středních firem. Zpráva shrnuje veškeré informace o činnosti panelu.
- Konopa V.: Mechatronika – nová vědní a inženýrská disciplína nebo „slepenec oborů“? Vyzvaná přednáška na mezinárodní konferenci Role of Universities in the Future Information Society. Sborník příspěvků mezinárodní konference RUFIS 2002, ISBN 80-86510-40-9, str. 47–52.
- Konopa V.: Přímá metoda výpočtu optimálního řízení lineárního stacionárního systému s neúplnou informací o stavu. Automatizace č. 7, 1977, SNTL Praha, s. 179–181.
- Konopa V., Jelínek J.: Praktické použití číslicového modelování elektrického pohonu obráběcích strojů. Vyzvaná přednáška na mezinárodní vědecké konferenci 9. pracovní skupiny Interelektra, Varšava 12.–16. listopadu 1979.

## Přehled grantových projektů
- Projekt 3letého bakalářského studia strojírenství na detašovaném pracovišti Technické univerzity v Mladé Boleslavi. Na zavedení projektu získán grant ve výši 3,6 milionu Kč od tehdejšího ministerstva pro hospodářskou politiku a rozvoj v roce 1991. Řešitel.
- Projekt výstavby univerzitní knihovny Technické univerzity v Liberci v letech 1991 až 1993. Celkové náklady 35 milionů Kč, navíc v roce 1992 osobně získán grant na vybavení německé části knihovny ve výši 500 tisíc DM od nadace Hermann Niermann Stiftung v Dusseldorfu. Řešitel.
- Projekt společného inženýrského studia v oborech Automatické řízení a inženýrská informatika, Mechatronika a Přírodovědné inženýrství a následného zřízení Fakulty mechatroniky a mezioborových inženýrských studií. Na zavedení projektu získán grant z Fondu rozvoje vysokých škol ve výši 3 miliony Kč v roce 1995 a ve výši 6,4 milionu Kč v roce 1996. Spoluřešitel.
- Projekt lokální počítačové sítě Technické univerzity v Liberci. Na zavedení projektu získán v roce 1992 grant z Fondu rozvoje vysokých škol ve výši 1,5 milionu Kč. Řešitel.
- Projekt dalšího rozvoje lokální počítačové sítě Technické univerzity v Liberci. Od stejné agentury získán v roce 1993 grant ve výši 2,5 milionu Kč. Spoluřešitel.